# Torneo del centenario della Football League
Il Torneo del centenario della Football League (in inglese Football League Centenary Tournament), noto anche come Mercantile Credit Football Festival in quanto sponsorizzato dalla società Mercantile Credit, è stata una competizione calcistica inglese organizzata dalla Football League nel 1988 per celebrare i 100 anni di attività.
Venne disputato nei giorni 16 e 17 aprile 1988 a Londra, nello stadio di Wembley. Malgrado le aspettative degli organizzatori, la risposta del pubblico fu deludente: solo 41.500 spettatori nel primo giorno e 17.000 per le finali. Questo era comunque in parte dovuto all'assenza di club londinesi dal torneo.

## Formula
Sulla base delle prime 15 partite stagionali, 16 squadre furono ammesse al torneo: 8 provenienti dalla First Division, 4 dalla Second Division, due dalla Third Division e altrettante dalla Fourth Division.
Le squadre si affrontavano in partite della durata di 40 minuti, al termine delle quali un'eventuale persistente parità veniva risolta ai tiri di rigore. Nelle semifinali e nella finale la durata delle partite fu di 60 minuti.

## Partecipanti

### First Division
- Everton
- Liverpool
- Luton Town
- Manchester Utd
- Newcastle Utd
- Nottingham Forest
- Sheffield Weds
- Wimbledon FC

### Second Division
- Aston Villa
- Blackburn
- Crystal Palace
- Leeds Utd

### Third Division
- Sunderland
- Wigan

### Fourth Division
- Tranmere
- Wolverhampton

## Risultati

### Ottavi di finale
| Squadra 1      | Risultato  | Squadra 2         |
| -------------- | ---------- | ----------------- |
| Tranmere       | 1-0        | Wimbledon FC      |
| Leeds Utd      | 0-3        | Nottingham Forest |
| Luton Town     | 0-2        | Manchester Utd    |
| Aston Villa    | 0-0 (rig.) | Blackburn         |
| Everton        | 1-1 (rig.) | Wolverhampton     |
| Crystal Palace | 0-0 (rig.) | Sheffield Weds    |
| Wigan          | 0-0 (rig.) | Sunderland        |
| Liverpool      | 0-0 (rig.) | Newcastle Utd     |

### Quarti di finale
| Squadra 1         | Risultato  | Squadra 2      |
| ----------------- | ---------- | -------------- |
| Newcastle Utd     | 0-2        | Tranmere       |
| Nottingham Forest | 0-0 (rig.) | Aston Villa    |
| Everton           | 0-1        | Manchester Utd |
| Sheffield Weds    | 1-1 (rig.) | Wigan          |

### Semifinali
| Squadra 1      | Risultato  | Squadra 2         |
| -------------- | ---------- | ----------------- |
| Tranmere       | 2-2 (rig.) | Nottingham Forest |
| Sheffield Weds | 2-1        | Manchester Utd    |

### Finale
| Squadra 1         | Risultato  | Squadra 2      |
| ----------------- | ---------- | -------------- |
| Nottingham Forest | 0-0 (rig.) | Sheffield Weds |

## Altre manifestazioni
Il centenario della Football League fu celebrato con numerosi eventi tra il 1987 e il 1988. Oltre al Torneo del centenario, infatti, furono organizzati anche una partita tra la selezione della lega (capitanata da Gary Lineker) e il resto del Mondo (con la partecipazione del campione del Napoli Diego Armando Maradona), partita giocata sempre a Wembley, nell'agosto del 1987; un'amichevole a metà stagione fra Everton e Bayern Monaco, in un'epoca in cui le squadre inglesi non potevano disputare le coppe europee per via della squalifica seguita ai fatti dell'Heysel; e un torneo denominato Mercantile Credit Centenary Trophy e disputato all'inizio della stagione 1988-89.